# Ducato originario
     Ducato di Sassonia
     Ducato di Lotaringia
     Ducato di Franconia
     Ducato di Svevia
     Ducato di Baviera

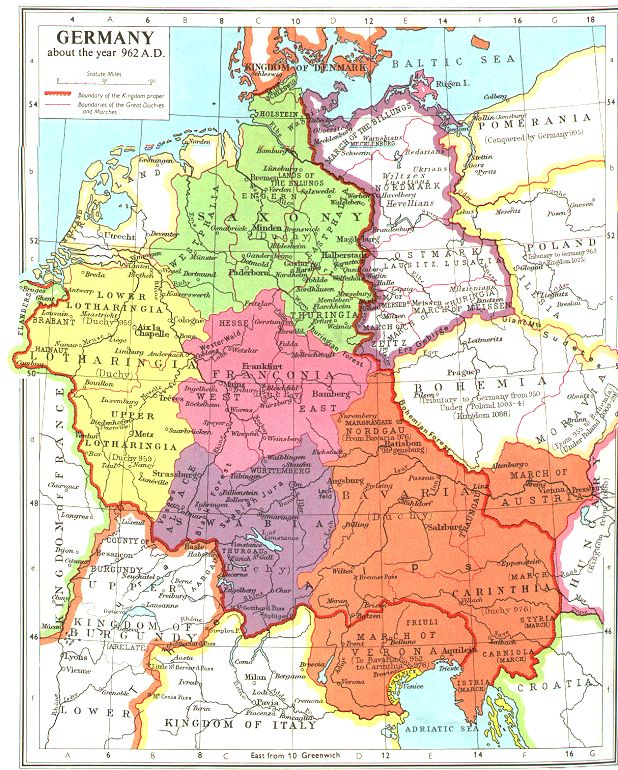
Il Regno dei Franchi Orientali nell'anno 962
----
Ducato di Sassonia
Ducato di Lotaringia
Ducato di Franconia
Ducato di Svevia
Ducato di Baviera

I ducati originari (in tedesco Stammesherzogtum e in inglese Stem duchies) erano le principali circoscrizioni del regno dei Franchi Orientali tra il X e il XII secolo. Nel corso dell'VIII secolo, i Carolingi avevano annesso al regno franco gli originali ducati tribali (regna), alcuni dei quali erano già tributari del regno dei merovingi. Questi cinque ducati originari furono: Baviera, Franconia, Lotaringia, Sassonia e Svevia.
Alla fine del IX secolo, col declino dell'Impero carolingio, questi ducati o regna vennero governati dalla più alta aristocrazia tedesca, che alla morte di Ludovico il Fanciullo cercò di affermare il proprio diritto a eleggere il monarca tedesco, richiamando in maniera diretta il loro legame con le antiche entità tribali come fondamento della legittimità del loro potere. I ducati originari rimasero i principali attori politici del regno di Germania con le dinastie sassone e salica, sia in veste di alleati che di potenziali rivali del sovrano. La situazione venne mutata nel 1180 da Federico Barbarossa, sovrano della casata sveva degli Hohenstaufen, che decise di frazionare i ducati più potenti per contenere la potenziale minaccia al suo potere che essi continuavano a rappresentare.
Per indicare questi ducati gli storiografi tedeschi della alla metà del XIX secolo crearono il vocabolo Stammesherzogtum (Stamm significa "tribù", in riferimento alle tribù germaniche; Herzogtum è "ducato" in tedesco), che nel XX secolo portarono alla coniazione in ambito anglosassone del termine Stem duchy, divenuto di uso convenzionale nella storiografia di lingua inglese. Tuttavia, questi appellativi sono stati oggetto di critica, in quanto essi non compaiono mai nelle fonti medievali, ma sono strettamente legati alla storiografia di stampo nazionalista tipica del Romanticismo e della Belle Époque.

## Le tribù germaniche (Stämme)

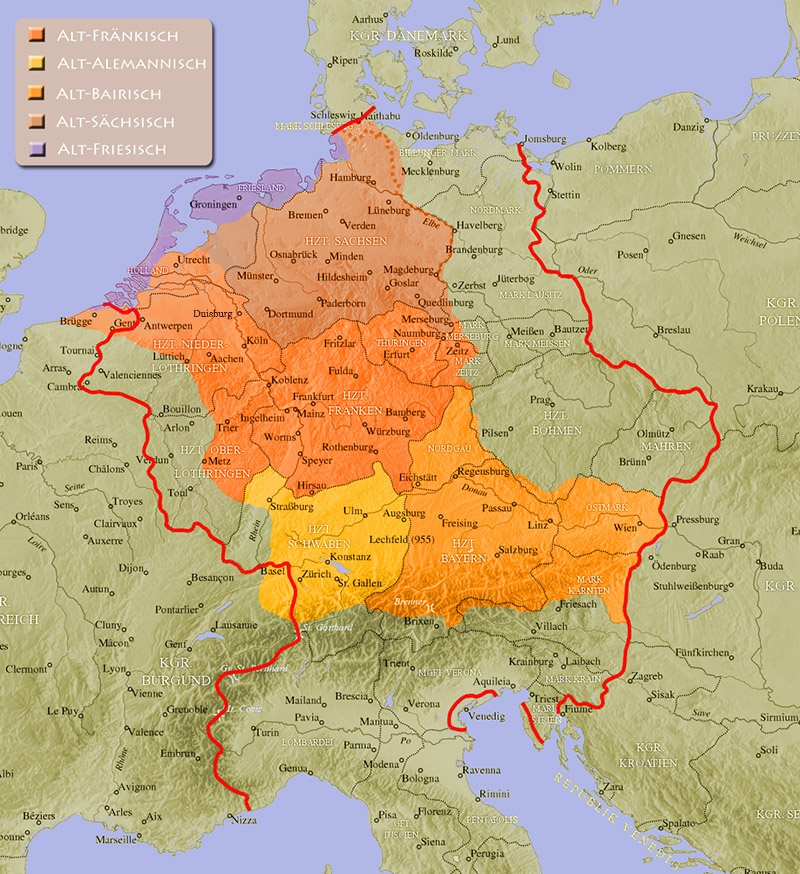
Mappa linguistica della Lingua alto-tedesca antica (Alemanno e Bavarese), Antico franco, Antico sassone e Antico frisone all'epoca di Ottone I, X secolo.

Il concetto che il popolo tedesco abbia avuto origine a partire da una serie di tribù germaniche altomedievali (Deutsche Stämme; Volksstämme), che vanno distinte dalle tribù germaniche della tarda antichità, si sviluppò nel corso del XVIII-XIX secolo tra gli storiografi e gli etnografi tedeschi. I termini Stamm, Nation e Volk vennero abbondantemente utilizzati dalla storiografia tedesca come calchi linguistici delle parole latine gens, natio e populus. L'uso di Stämme nel senso di "tribù", piuttosto che di Völker come "popolo", emerse nel corso del XIX secolo nel contesto del processo che portò all'unificazione della Germania. Ad esempio, nel 1808 Karl Friedrich Eichhorn utilizzò l'espressione "popolo tedesco" (Deutsche Völker), mentre nel 1815 Friedrich Christoph Dahlmann richiedeva l'unità del popolo tedesco (Volk) nelle sue tribù (in seinen Stämmen). Successivamente, alcuni storici ripresero il termine "popoli" (Völker) piuttosto che quello di "tribù" (Stämme). Questa terminologia divenne ben presto diffusa ed ancora più evidente nella costituzione di Weimar del 1919, dove si legge:
La reale composizione di queste popolazioni è ancora oggetto di studio della storiografia contemporanea, e l'ipotesi che ha incontrato il più largo consenso è che ogni gruppo debba essere trattata come un caso a sé con differente storia ed etnogenesi.

### Ducati "antichi" e "recenti"
La tradizione storiografica tedesca effettua una distinzione tra i "ducati antichi" (Altstämme), tradizionalmente identificati con i territori occupati dalle maggiori tribù germaniche, e i "ducati recenti" (Neustämme), che vennero creati nel corso del medioevo come risultato dell'espansione ad est dell'Impero. Tuttavia, la delineazione dei due concetti è vaga perché ancora oggi è oggetto di disputa accademica e politica. Solitamente gli Altstämme sono identificati con i territori che vennero occupati entro il X secolo dai Bavari, dai Franchi, dai Frisoni, da Svevi e Alemanni e infine da Sassoni e dai Turingi. Queste stesse popolazioni furono tra le poche in area germanica a possedere un proprio corpus di leggi (Lex Baiuvariorum, Lex Salica e Lex Ripuaria, Lex Frisionum, Lex Alamannorum, Lex Saxonum e Lex Thuringorum), alcune delle quali rimasero in vigore, competendo con le leggi emanate dai sovrani, sino al XIII secolo. Infine, tutti questi territori vennero incorporati nell'Impero carolingio entro l'VIII secolo. Solo quattro di loro vennero mantenuti poi nei ducati successivi, infatti, la merovingia marca di Turingia venne assorbita nella Sassonia nel 908, mentre il Regno di Frisia venne conquistato dal regno franco già a seguito della battaglia del Boorne del 734. Riflettendo più o meno le attività insediative dei tedeschi tra XII e XV secolo, solitamente l'elenco dei "ducati recenti" o Neustämme, è il seguente: Brandeburgo, Lusazia, Meclemburgo, Alta Sassonia, Pomerania, Slesia e Prussia orientale.
La divisione rimane ancora oggi in uso nell'abito della classificazione convenzionale dei dialetti tedeschi in francone, alemanno, turingio, bavarese e basso sassone (incluso il friso-sassone col frisone propriamente detto indicato come lingua separata). Nel länder di Baviera, i nomi delle "tribù bavaresi" (bayerische Stämme) rimangono ancora oggi in uso per indicare le popolazioni delle regioni, comprendenti diversi distretti governativi, in cui è tradizionalmente divisa la Baviera: Altbayern (Alto Palatinato, Alta e Bassa Baviera), Franconia (Alta, Media e Bassa Franconia) e Svevia.

## I ducati e l'Impero

### L'età carolingia
Il regno dei Franchi Orientali si articolò tra il titolo regio e i grandi ducati, che si svilupparono tra la seconda metà del IX secolo e l'inizio del X secolo. Nella storiografia di area germanica questi grandi ducati sono chiamati jüngere Stammesherzogtümer, in tedesco, o younger Stem duchies, in inglese, espressioni traducibili letteralmente come "ducati tribali giovani", nel senso di più recenti, per distinguerli dagli älteres Stammesfürstentum, i ducati più antichi, quali il ducato dei Bavari e il ducato degli Alemanni, che erano già vassalli dei monarchi Merovingi e vennero direttamente annessi al regno franco entro l'VIII secolo. Mentre altre aree, come il territorio dei sassoni, vennero conquistate durante le guerre condotte da Carlo Magno. Lo storico Herwig Wolfram ha negato una reale distinzione tra i ducati antichi e quelli più nuovi, o tra i ducati originari della Germania e simili altri territori in altre parti dell'Impero carolingio:
(Herwig Wolfram, "The Shaping of the Early Medieval Principality as a Type of Non-royal Rulership", Viator, 1971, p. 41)
Contro questa interpretazione si può osservare come lo storiografo Bartolomeo Anglico nel 1240, facendo un elenco delle "terre tedesche", includeva Brabantia, Belgica, Bohemica, Burgundia, Flandria, Lotharingia, Ollandia, Sclavia e Selandia, menzionando così soltanto uno dei cosiddetti ducati originari e dimostrando indirettamente come ancora nel XIII secolo l'identità delle principali regioni della Germania fosse tutt'altro che definita. Dopo le partizioni sancite dai trattati di Verdun (843), Prüm (855), Meerssen (870) e Ribemont (880), il regno dei Franchi Orientali venne diviso attorno al 865 nei regna di Baviera, di Alamannia e di Sassonia tra i figli di Ludovico il Germanico. Il potere regale si disintegrò dopo la morte dell'ultimo sovrano carolingio Ludovico il Fanciullo nel 911, la quale permise ai magnati locali di ravvivare l'autonomia dei ducati sotto la suprema autorità del re.

### L'età post-carolingia
Nel X secolo i confini dei ducati originari ricalcavano le linee di separazione dei territori delle tribù. Dopo la morte di Ludovico il Fanciullo nel 911, i duchi riconobbero l'unità del regno e nessuno di loro tentò di rendersi indipendente. I duchi elessero Corrado I a loro sovrano. Sulla base della tesi di Tellenbach, i duchi crearono i ducati durante il regno di Corrado. Persino dopo la morte di Corrado nel 918, quando l'elezione di Enrico l'Uccellatore venne largamente discussa, il suo rivale Arnolfo di Baviera, non fondò un regno separato ma lo reclamò integralmente, prima di essere costretto a sottomettersi all'autorità di Enrico. Enrico promulgò quindi una legge che prescriveva il mantenimento dell'unità del regno. Arnolfo continuò a governare come un sovrano indipendente sino alla propria sottomissione, ma dopo la sua morte nel 937 il suo stato venne riportato sotto il controllo reale dal figlio di Enrico, Ottone il Grande. Gli Ottoniani lavorarono per preservare i ducati come offici della corona, ma dal regno di Enrico IV i duchi avevano ormai reso le loro funzioni ereditarie.
I cinque ducati originari erano Sassonia, Lotaringia, Franconia, Baviera e Svevia.

#### Sassonia (852-1260)
La dinastia dei Liudolfingi, che a lungo era stata impiegata nell'amministrazione della Sassonia, giunse alla posizione di duca e poi di re dopo il 919. Nell'XI secolo, il ducato venne governato dai Billunghi. Dopo il 1137 la casa dei Guelfi dominò il ducato. La caduta del duca Enrico il Leone nel 1180 portò allo smantellamento del ducato, dividendolo in ducato di Vestfalia e ducato di Brunswick-Lüneburg, lasciando il cuore del ducato di Sassonia sulle rive dell'Elba infeudato agli Ascanidi. Le parti restanti vennero a formare i ducati di Sassonia-Lauenburg e Sassonia-Wittenberg nel 1296, quest'ultimo elevato al rango di Elettorato nel 1356, per poi divenire il Regno di Sassonia dopo la disintegrazione del Sacro Romano Impero.

#### Lotaringia (900-959)
Come componente centrale del regno franco e con una propria identità tribale franca, la Lotaringia venne suddivisa dall'Austrasia come parte della Francia Media nell'843, ed organizzata come ducato nel 903. Essa continuò a variare la propria posizione tra il regno orientale e quello occidentale sino al 939 quando alla fine venne incorporata definitivamente nella Francia orientalis. Nel 959 il ducato venne diviso in Bassa Lotaringia (che a sua volta si frammenterà ulteriormente a comporre le contee ed i ducati dei Paesi Bassi - attuale Belgio, Paesi Bassi e Lussemburgo - per poi essere riunita solo dai duchi di Borgogna) e Alta Lotaringia (parti della quale si evolveranno nel territorio francese chiamato Lorena). La Bassa Lorena rimase un ducato del Sacro Romano Impero sino al 1190 quando passò ai duchi di Brabante.

#### Franconia (906-1168)
La famiglia dei Corradini, strettamente vicina alla corte reale, ottenne l'egemonia ducale sulla Franconia, ma non riuscì mai ad unificare la regione. La Franconia non comprendeva tutto il territorio tribale che fu dei Franchi, noto all'epoca come Austrasia, che era stato diviso in tre parti con il trattato di Verdun dell'843, con le altre due parti a divenire la Lotaringia e il cuore del regno di Francia, rispettivamente. Dopo aver ottenuto il regno nel 911, i Corradini dovettero dare la precedenza della corona ai Sassoni Liudolfingi. Dopo una fallita ribellione, i Corradini vennero deposti e il ducato entrò a far parte delle terre della corona. La regione venne frammentata in un conglomerato di territori nobiliari e principati ecclesiastici già nel 939 e non venne mai restaurata come entità politica o divisione amministrativa. La Franconia non mantenne nemmeno una propria identità culturale o linguistica; i dialetti della Franconia vennero divisi dal "ventaglio renano" in alto francone, francone centrale e basso francone.

#### Baviera (907-1623)
I Luitpoldingi, responsabili della difesa della marca di Carinzia, giunsero alla posizione di duchi. Essi vennero succeduti da un ramo della dinastia dei Liudolfingi e poi dai Guelfi, le cui lotte con gli Hohenstaufen fecero sì che la Baviera fosse privata di Austria (1156), Stiria e Tirolo (1180). Il territorio ducale così ridotto venne assegnato alla casa di Wittelsbach. La Baviera rimase sotto il controllo della casa di Wittelsbach sino alla prima guerra mondiale, anche se venne ripetutamente suddivisa al suo interno tra i diversi rami della famiglia tra XIII e XV secolo, e poi riunita da Alberto IV di Baviera nel 1503. Nel 1623 venne elevata allo status di elettorato e dopo la disintegrazione del Sacro Romano Impero divenne un regno.

#### Svevia (909-1268)
L'Alemannia era stata nominalmente associata al regno franco sin dal V secolo, ma essa divenne un ducato sotto il diretto controllo franco solo nel 746. I nomi di Alemannia e Svevia vennero utilizzati in maniera intercambiabile durante il periodo altomedievale. Gli Unfridingi (con base a Thurgau) giunsero alla posizione di duchi ma poco dopo persero la loro posizione per la lotta che ingaggiarono contro i re Liudolfingi. Dopo diverse famiglie, il ducato passò agli Hohenstaufen nel 1079. L'ascesa al trono rese la Svevia un paese importante, ma la sua caduta nel XIII secolo la lasciò completamente disarmata, con ciò che ne rimaneva che passò ai Wittelsbach, ai Württemberg e agli Asburgo, quest'ultima con la secessione della Confederazione Elvetica che ottenne alcuni di questi territori. Il cuore del territorio della Svevia continuò la sua esistenza nella contea di Württemberg, elevato allo status di ducato nel 1495, e che poi divenne il regno di Württemberg nel XIX secolo.

## Eredità
La complicata storia politica del Sacro Romano Impero durante il medioevo ha portato alla divisione e alla disgregazione di gran parte dei ducati medievali. Federico Barbarossa nel 1180 abolì il sistema dei ducati originari in favore di un variegato assembramento di ducati minori. Il ducato di Baviera fu l'unico ducato originario a rimanere praticamente inalterato sino all'attuale Germania. Altri ducati originari superarono le varie divisioni del Sacro Romano Impero come ad esempio l'Elettorato di Sassonia il quale, anche se non direttamente, era la prosecuzione del ducato di Sassonia, che poi ha generato il moderno stato tedesco della Sassonia. I ducati di Franconia e Svevia, d'altro canto, vennero disintegrati e perciò corrispondono solo vagamente alle attuali regioni di Svevia e Franconia. Il merovingio margraviato di Turingia non entrò nemmeno nell'orbita del Sacro Romano Impero, ma venne disgregato nel 908, mentre l'attuale stato della Turingia è stato costituito solo nel 1920.